# José Aboulker
José Aboulker (Algeri, 5 marzo 1920 – Manosque, 17 novembre 2009) è stato un attivista e medico francese di origine algerina. Fu membro della resistenza francese durante la seconda guerra mondiale.

## Biografia
José Aboulker nacque ad Algeri, nell'allora Algeria francese da un'altolocata famiglia ebraica algerina francesizzata. Era figlio di Henri Aboulker, chirurgo e professore alla Facoltà di Medicina di Algeri, presidente della sezione locale del Partito Radicale ed ex consigliere generale di Algeri, e di Berthe Bénichou-Aboulker, scrittrice.
La famiglia Aboulker era una delle più importanti famiglie ebraiche della città, dalla quale si erano originati rabbini, incluso il rabbino capo di Algeri Isaac Aboulker, studiosi, mercanti e medici, tra i quali il dottor Moïse Aboulker, uno dei primi ebrei d'Algeria a conseguire i suoi studi di medicina in Francia, e il professor Pierre Aboulker, urologo, che operò il generale de Gaulle.
Nell'aprile 1940, José Aboulker, allora studente di medicina, fu mobilitato come cadetto-ufficiale di riserva (EOR) e poi smobilitato nel febbraio 1941.

### Attività nella resistenza ad Algeri
José Aboulker fondò nel settembre 1940 una rete di resistenza ad Algeri, in collegamento con il gruppo di suo cugino Roger Carcassonne, industriale e capitano di riserva, basato a Orano. In seguito divenne uno dei principali leader della resistenza nell'Algeria sotto Vichy. I due cugini conobbero Henri d'Astier de La Vigerie, al quale si unirono per sostenere il futuro sbarco alleato, in collegamento con il colonnello Germain Jousse e con il console Robert Murphy, rappresentante del presidente Roosevelt ad Algeri, contribuendo a stabilire il Gruppo Géo-Gras.
La base della resistenza era la casa del padre di José, situata ad Algeri, nel numero 26 di rue Michelet.
Nella notte precedente lo sbarco degli Alleati in Nordafrica, che ebbe luogo l'8 novembre 1942, José Aboulker insieme a 400 combattenti della resistenza, presero il controllo di Algeri. José insieme a Bernard Karsenty occupò il commissariato centrale, con l'assistenza di Guy Calvet e del commissario Achiary. La resistenza neutralizzò i centri di comando, occupando i punti strategici della città e arrestando funzionari militari e civili di Vichy, cominciando dal generale Juin e dall'ammiraglio François Darlan e lanciando un appello su Radio Alger a nome del generale Giraud, che incitava i francesi a riprendere la guerra a fianco degli Alleati.
Quando il XIX corpo d'armata di Vichy giunse a conoscenza dell'operazione, tentò di mobilitarsi, concentrando i suoi sforzi sui combattenti della resistenza, invece di marciare contro le forze Alleate. Dal momento che gli sbarchi intorno ad Algeri erano completati, José Aboulker, desideroso di non versare sangue francese, invitò i leader del gruppo, uno dopo l'altro, a evacuare le loro posizioni, ma solo dopo aver negoziato la loro partenza il più a lungo possibile, al fine di immobilizzare le forze di Vichy e ritardare quindi un loro possibile intervento contro gli alleati. Appoggiandosi ai membri della resistenza evacuati, organizzò insieme al capitano Pillafort barricate intese a fermare le forze di Vichy. La sera, le forze di Vichy non avevano ancora osato attaccare la stazione di polizia centrale, l'ultima roccaforte degli insorti. Grazie a questa operazione, gli Alleati, dopo essere riusciti a sbarcare e a circondare Algeri senza incontrare opposizione, ottennero la sera stessa la capitolazione della città, il cui porto rimase intatto.
Il 24 dicembre 1942, François Darlan fu assassinato da Fernand Bonnier de La Chapelle. José Aboulker fu arrestato insieme ai suoi compagni e mandato in detenzione nel sud dell'Algeria pochi giorni dopo.

### Attività nella resistenza nella Francia metropolitana
Rilasciato dopo la Conferenza di Casablanca, José Aboulker si unì alle forze di France Libre a Londra nel maggio del 1943.
Nell'ottobre del 1943 fu inviato clandestinamente nella Francia occupata, come delegato per l'organizzazione del servizio sanitario dei maquis e delle Forces françaises de l'intérieur. Organizzò la sanità civile e diresse operazioni di paracadutismo di apparecchiature chirurgiche in Francia.
Tornato a Londra nel giugno del 1944, raggiunse Algeri, dove portò a termine la sua tesi di medicina.
Nell'agosto del 1944, partì di nuovo per una nuova missione nel sud della Francia, al fine di installare commissari della Repubblica a Tolosa, Limoges e a Clermont-Ferrand.

### Dopo la guerra
José Aboulker fu delegato della resistenza algerina all'Assemblea consultiva provvisoria di Algeri, e poi a Parigi tra il 1944 e il 1945 dove presentò una proposta per modificare la legge elettorale in Algeria, al fine di consentire l'elezione di deputati musulmani algerini, mai ammessi prima. Adottata dall'Assemblea consultiva la proposta permise presenza di tali deputati nell'Assemblea costituente.
Dopo la guerra, José Aboulker si unì al Partito Comunista Francese e riprese gli studi di medicina nel 1946. Militò principalmente durante il suo tirocinio, tra il 1949 e il 1953, e si distinse in particolare rifiutando di associarsi alla visione del partito sul cosiddetto "Complotto dei medici". Successivamente, cessò ogni impegno politico attivo, pur rimanendo membro del partito.
Entrò nelle graduatorie interne degli ospedali di Parigi, divenne assistente, e terminò la sua carriera come professore di neurochirurgia e a capo servizio degli ospedali di Parigi.
Si impegnò per l'indipendenza dell'Algeria e nel 1958 si oppose al ritorno del generale de Gaulle. Successivamente, tenendo conto della posizione del generale a favore della decolonizzazione, votò per lui nel 1965. Prese parte al servizio medico di emergenza istituito per il Presidente della Repubblica dopo l'attacco a Petit-Clamart.